# Inhul
Az Inhul (ukránul: Інгул; más néven Великий Ингул, Velikij Inhul, „Nagy-Inhul”) folyó Ukrajnában, mely a Dnyepermelléki-hátságban ered, 354 kilométer hosszú, vízgyűjtő területe 9890 km² és a Déli-Bug folyóba torkollik Mikolajivnál. Decembertől február végéig, március elejéig befagy.